# Außerschulischer Lernort Wilhelmshaven
Der außerschulische Lernort „Bildung für Technik und Natur“ (ASL) ist ein Modellversuch für außerschulische Bildung in Wilhelmshaven. Der ASL ist im Gebäudekomplex der Grund- und Hauptschule Altengroden untergebracht und organisatorisch der Jade Hochschule angegliedert. Die am Lernort Technik und Natur beteiligten Lehrer sind von der Landesschulbehörde an die Jade Hochschule abgeordnet. Finanzielle Unterstützung erhält der Lernort durch den eigenen Förderverein, durch Sponsoren aus der Wirtschaft und Stiftungen sowie hauptsächlich durch verschiedene Projekte.

## Geschichte
Der außerschulische Lernort „Bildung für Technik und Natur“ entstand als Untervorhaben des zertifizierten EXPO 2000-Projektes „Welche Schule braucht die Zukunft unserer Welt?“ des Niedersächsischen Kultusministeriums.
Nach dreijähriger Aufbauphase, der Ausarbeitung und Verfeinerung der Konzeption wurde der ASL am 4. Mai 2000, rechtzeitig zur „Expo am Meer“ in Wilhelmshaven, fertiggestellt. Zunächst bezog der Lernort Gebäude am Banter See. Hier standen zu den o. g. Bereichen umfangreiche, für eine normale Schule unüblich ausgestattete Fachräume zur Verfügung. Im März 2005 zog man in die heutigen Räumlichkeiten in der Grund- und Hauptschule Altengroden um.
Im Juli 2009 übernahm der ASL die Rechtsform eines gemeinnützigen Trägervereins und trägt seit dem den Namen Lernort Technik und Natur e.V.
Am 24. November 2009 erhielt der damalige Leiter des Lernortes Erich Welschehold den Klaus-von-Klitzing-Preis. Die bundesweite Auszeichnung wird jedes Jahr an einen besonders engagierten Lehrer im Bereich der Naturwissenschaften vergeben.

## Zielsetzung
In Anlehnung an das Motto der EXPO 2000 in Hannover „Mensch, Natur, Technik“ bietet der Lernort Kindern, Jugendlichen und Lehrern die Möglichkeit, sich handlungsorientiert mit naturwissenschaftlichen und technischen Fragestellungen auseinandersetzen.
Das Angebot des ASL wendet sich an Schulen, die ihren Schülerinnen und Schülern von Klasse 2 bis Klasse 11 die Gelegenheit geben wollen, Lernerfahrungen auch außerhalb der Schule zu sammeln. Gerade im Alter bis zur siebten Klasse unterstützt der Lernort mit seinem praktischen Lernen den enormen Forscherdrang der Kinder. Bereits 70 Schulen aus dem nordwestdeutschen Raum haben die Zusammenarbeit mit dem ASL vertraglich vereinbart und Angebote des ASL fest in ihre Lehrpläne integriert. Die Betonung der Handlungsorientierung und die praktische Auseinandersetzung ermöglicht auch Schülern mit schwacher Motivation einen neuen Lernzugang.
Schwerpunkte bilden die Bereiche
- Küstenschutz – Bewahrung von Lebensräumen in den durch Klimaveränderungen bedrohten Regionen, Wandel unserer Küste im Laufe der Jahrhunderte

- Energie - Regenerative Energien – Umweltverträgliche Energieträger, neue und erneuerbare Energien, effektivere Nutzung von Ressourcen

- Verkehrsbereich – Schifffahrt, Schiffsantriebe und Hafenbau

- Realer Technischer Einsatz – Bau und Betrieb eines mit regenerativen Energien betriebenen Elektromotorbootes (Solarwassertaxi) für 12 Personen

- Techniklabor – Planerisches und konstruierendes Lösen von Aufgabenstellungen in der Lernortwerkstatt

- Neue Technologien – Bedeutung des Einsatzes der modernen Mikroelektronik und der Kommunikationstechnologie für die oben genannten Themenbereiche und deren Verknüpfung

- Lehrerfortbildung – Fachbezogene und auf die Lehr- und Arbeitsformen des Lernortes bezogene Lehrerfortbildungskurse

- Erfinderclubs – Nachmittagsangebote zum Bau von Robotern, Experimentieren und Programmierung von Mikrocontrollern.